# مه‌یا
مه‌یا آنا پرنیلا کولرستن (بکمن سابق؛ متولد با نام آنا پرنیلا تورندال، ۱۲ فوریه ۱۹۶۹) آهنگساز، هنرمند و خواننده سوئدی است. از جمله مشهورترین آهنگ‌های او می‌توان به " احساسات خصوصی "، دوئت با ریکی مارتین از آلبوم چند پلاتینی وی ریکی مارتین (۱۹۹۹) و "همه برای پول "اشاره کرد که در سال ۱۹۹۸ نامزد دریافت جایزه گرمی شد.

## زندگی‌نامه
مه‌یا آنا پرنیلا تورندال در بخش نیناسهامن، استان استکهلم متولد شد. او اولین بار در صحنه تئاتر در ۷ سالگی اجرا کرده بود. در یک خانواده موسیقی‌دوست بزرگ شد، پدربزرگش، پر لوندکویست، آهنگساز موسیقی کلاسیک و معاصر و مادرش، یک هنرمند ضبط صدا و یک نقاش بود.
در سال ۱۹۸۶، در سن ۱۶ سالگی، برای تحصیل به مایورکا، اسپانیا نقل مکان کرد. وی به خواننده جاز آمریکایی استفان فرانکویچ معرفی شد و شروع به آموزش آواز با دبورا کارتر کرد.
مه‌یا در سال ۱۹۹۰ به استکهلم رفت. او قبل از اینکه به عنوان خواننده پشتیبان گروه سوئدی Rob n Raz DLC در سال ۱۹۹۱ در تورهای مختلف آنجا آواز بخواند در سال ۱۹۹۲ مه‌یا برای ادامه تحصیل در مؤسسه نوازندگان در هالیوود به لس آنجلس نقل مکان کرد. در اواخر سال ۱۹۹۲ از برنامه آوازی فارغ‌التحصیل شد و سپس به سوئد بازگشت.

### میراث صدا (۱۹۹۳–۱۹۹۵)
در سال ۱۹۹۳، مه‌یا با پروژه رقص Legacy of Sound کار کرد. او با آندرس باگ اولین آهنگ "Happy" را از آلبوم Holy Groove نوشت. این آهنگ در موسیقی رقص و موسیقی داغ بیلبورد به رتبه ۱۰ آهنگ برتر رسید و در طول ۱۲ هفته حضور در جدول در رتبه ۶۸ در ۱۰۰ موسیقی برتر قرار گرفت. "Happy" در بیش از ۲۰ کشور جهان اکران شد. مه‌یا یک آلبوم دیگر در سال ۱۹۹۴ با عنوان Tour de Force ضبط کرد.

### تکنواز
مه‌یا در سال ۱۹۹۵ با مدیر سوئدی لاسه کارلسون، مدیر ایس آو بیس و نویسنده / تهیه‌کننده داگلاس کار همکاری کرد تا آواز نسخهٔ نمایشی The Juvenile با عنوان The Goldeneye را فراهم کند.
اولین آلبوم انفرادی وی، در سال ۱۹۹۶، با آهنگ‌هایی که بیلی اشتاینبرگ به‌طور مشترک نوشت بود. در سال ۱۹۹۷ وی اولین تور کنسرت خود را در ژاپن با عنوان تور The Flower Girl Jam Tour برگزار کرد.